# Баллиста Леонардо да Винчи
Гигантский арбалет (не баллиста) Леонардо да Винчи — метательное оружие, разработанное итальянским художником и изобретателем Леонардо да Винчи, конструкции которого можно найти в Атлантическом кодексе.

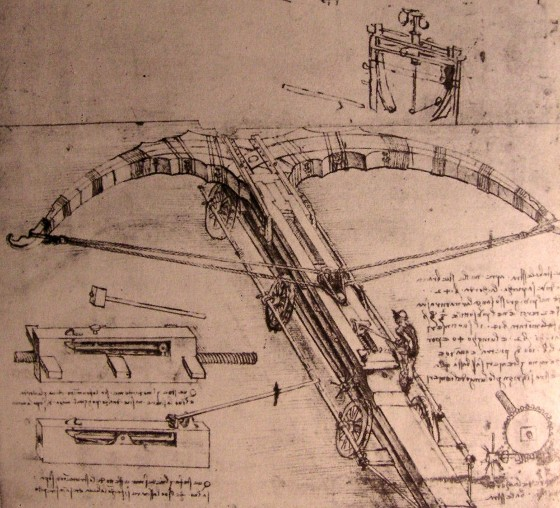
Il disegno originale della balestra gigante (Атлантический кодекс, f. 149a)

## Описание

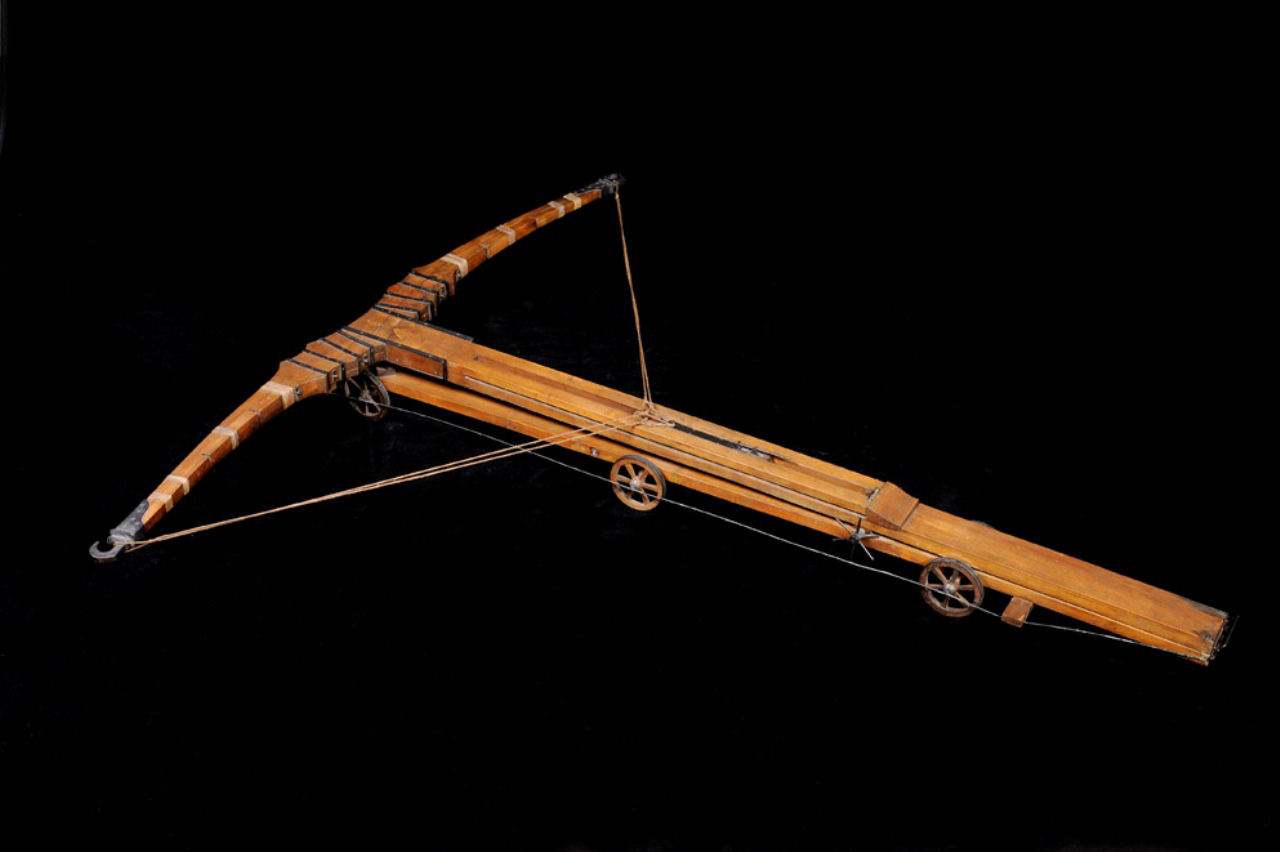
Модель баллисты, полученная по рисункам Леонардо в Национальный музей науки и техники Леонардо да Винчи.

Первоначальная идея Леонардо, описанная на рисунках Атлантического кодекса, состояла в том, чтобы построить гигантский арбалет, чтобы увеличить дальность действия дротика, вызывая панику и страх среди врагов.
Рукоятки арбалета, общая ширина ствола которого составляла 24 метра, пришлось делать пластинчатыми секциями, чтобы увеличить гибкость и мощность. Шесть колес обеспечивают его движение. Трос мог втягиваться с помощью механической системы и впоследствии приводился в действие ударом или рычагом.